# Oblatno
Oblatno este un sat din comuna Nikšić, Muntenegru. Conform datelor de la recensământul din 2003, localitatea are 87 de locuitori (la recensământul din 1991 erau 86 de locuitori).

## Demografie
În satul Oblatno locuiesc 61 de persoane adulte, iar vârsta medie a populației este de 35,1 de ani (34,7 la bărbați și 35,5 la femei). În localitate sunt 20 de gospodării, iar numărul mediu de membri în gospodărie este de 4,35.
Populația localității este foarte eterogenă.
|  |

| Demografie | Demografie | Demografie |
| An         | Locuitori  | Locuitori  |
| ---------- | ---------- | ---------- |
|            |            |            |
|            |            |            |
|            |            |            |
|            |            |            |
| 1948       | 146        |            |
| 1953       | 152        |            |
| 1961       | 145        |            |
| 1971       | 161        |            |
| 1981       | 133        |            |
| 1991       | 86         | 86         |
| 2003       | 92         | 87         |

| \| Componența etnică conform recensământului din 2003[2] \| Componența etnică conform recensământului din 2003[2] \| Componența etnică conform recensământului din 2003[2] \| Componența etnică conform recensământului din 2003[2] \| Componența etnică conform recensământului din 2003[2] \| \| ----------------------------------------------------- \| ----------------------------------------------------- \| ----------------------------------------------------- \| ----------------------------------------------------- \| ----------------------------------------------------- \| \| \| \| \| \| \| \| Muntenegreni \| Muntenegreni \| \| 55 \| 63,21% \| \| Sârbi \| Sârbi \| \| 24 \| 27,58% \| \| necunoscută \| necunoscută \| \| 0 \| 0% \| |              |  |    |        |
| Componența etnică conform recensământului din 2003 |              |  |    |        |
| |              |  |    |        |
| Muntenegreni | Muntenegreni |  | 55 | 63,21% |
| Sârbi | Sârbi        |  | 24 | 27,58% |
| necunoscută | necunoscută  |  | 0  | 0%     |